# Daniela Aleixo Leite
 Daniela Aleixo Leite (Belo Horizonte, 20 de abril de 1988) é uma ex-ginasta brasileira que conquistou pela Ginástica rítmica  a  medalha de ouro nos Jogos Pan-Americanos de 2007 e integrou  a primeira equipe feminina que disputou os Jogos Olímpicos de Verão de 2008.	

## Carreira
É filha de Eliana Aleixo ,ex-voleibolista  e capitã da Seleção Brasileira de Voleibol Feminino e de João Leite da Silva Neto , ex-goleiro  do Clube Atlético Mineiro e da Seleção Brasileira de Futebol e irmã do goleiro Helton Leite, e também irmã gêmea de Débora leite  que jogou voleibol nos Estados Unidos.
Esta mineira  demorou a descobrir sua aptidão pela ginasta, pois, sempre acostumada à rotina de treinos pesados, desde criança já praticava esportes: ginástica, vôlei, natação, entre outros, assim como  ocorria com seus irmãos.Por incentivos  de sua técnica de ginástica felá passou a treinar especificamente esta modalidade. 
Sem mencionar a participação seus pais.Aliou seu aprendizado das aulas de balé feitas aos 8 anos para brilhar na ginástica rítmica.
Um grande marco em sua carreira como ginasta ocorreu ao conquistar  a medalha de ouro no conjunto  na edição do Pan do Rio 2007 e atualmente é treinadora.
A medalha de ouro  foi conquistado na prova que encerrou a modalidade no Pan, a disputa por conjuntos com três arcos e duas maças;  ao lado de Tayanne Mantovaneli, Nicole Muller, Natália Peixinho e Luisa Matsuo,  Daniela  realizou uma performance impecável, obtendo a nota:  14,750, deixando as cubanas em segundo lugar com  com 13,875 e com  12,900 as mexicanas.
 Daniela    disputou sua primeira edição dos Jogos Olímpicos de Verão de 2008, mas não repetiu sua boa atuação do Pan do Rio 2007, a equipe acabou terminando na décima segunda posição (último lugar), não atingindo a meta de chegar as finais da competição. Fez a faculdade de Relações Internacionais em Vila Velha-ES.

## Títulos e resultados
- 2008- 12º lugar nos Jogos Olímpicos (Pequim,  China)